# Eugen Seiler
Eugen Seiler (* 1984 in Zelinograd, Kasachische SSR) ist ein deutscher Politiker (AfD) und seit 2025 Mitglied der Hamburgischen Bürgerschaft.

## Leben und Werdegang
Seiler lebt seit 1995 in Deutschland und wuchs in Hamburg-Bergedorf auf. Nach dem Realschulabschluss machte er eine Ausbildung und war ab 2013 als Wohnbereichsleiter in einem Seniorenheim tätig.
Er trat 2018 der AfD bei und ist seit 2019 Bezirksabgeordneter im Bezirk Hamburg-Bergedorf. Bei der Bürgerschaftswahl in Hamburg 2025 zog er über Platz 6 der AfD-Landesliste in die Bürgerschaft ein.